# Grant Heslov
Grant Heslov (Pittsburgh, 15 mei 1963) is een Amerikaans acteur, scenarioschrijver, regisseur en producent. Voor Good Night, and Good Luck. werd hij in 2006 genomineerd voor zowel de Academy Award voor beste originele scenario als die voor beste productie. Hij kreeg hij voor het scenario onder meer een Satellite Award en een Gouden Osella (Filmfestival van Venetië) daadwerkelijk toegekend. Heslov schreef de film samen met George Clooney, met wie hij bevriend raakte voordat een van hen doorbrak in de film- en televisiewereld. Ze stichtten samen productiebedrijf Smoke House en werken vaker met elkaar in verschillende functies.
Heslov maakte in 1985 zijn filmdebuut in het familie-avontuur The Journey of Natty Gann. Sindsdien bouwde hij zijn cv uit tot boven de twintig filmrollen. Daarnaast had hij gastrollen van één à twee afleveringen in meer dan dertig verschillende televisieseries, zoals Family Ties, Happy Days, L.A. Law, The Twilight Zone, Matlock, Seinfeld, Murder, She Wrote, The X-Files, Yes, Dear en Sleeper Cell. Alleen in de komediereeks Spencer verscheen hij in meer afleveringen, als Walter (twaalfmaal, 1984-1985).

## Filmografie

### Als acteur
*Exclusief vijf televisiefilms
| - Leatherheads (2008) - Chacun son cinéma (2007) - The Big Empty (2005) - Good Night, and Good Luck. (2005) - Nobody's Perfect (2004) - The Scorpion King (2002) - Bug (2002) - It's a Shame About Ray (2000) - Clubland (1999) - Enemy of the State (1998) - Dante's Peak (1997) - The Birdcage (1996) | - Black Sheep (1996) - Congo (1995) - True Lies (1994) - Vital Signs (1990) - Catch Me If You Can (1989) - License to Drive (1988) - Sunset (1988) - Dangerous Curves (1988) - Legal Eagles (1986) - The Boys Next Door (1985) - The Journey of Natty Gann (1985) |

### Als regisseur
- The Men Who Stare at Goats (2009)
- Tony (2008, korte film)
- Unscripted (2005, vijf afleveringen)
- Par 6 (2002)
- Waiting for Woody (1998, korte film)

### Als schrijver
- The Ides of March (2011)
- Tony (2008) (korte film)
- Good Night, and Good Luck. (2005)
- Waiting for Woody (1998, korte film)

### Als producent
- The Ides of March (2011)
- The Men Who Stare at Goats (2009)
- Playground (2009, documentaire over kinderhandel)
- Tony (2008, korte film)
- Leatherheads (2008)
- Good Night, and Good Luck. (2005)
- Unscripted (2005, tien afleveringen)
- K Street (2003, tien afleveringen)
- Intolerable Cruelty (2003)

- Biblioteca Nacional de España: XX1797166
- Bibliothèque nationale de France: cb16584502j (data)
- Catàleg d'autoritats de noms i títols de Catalunya: 981058524943206706
- CiNii: DA19786568
- Gemeinsame Normdatei: 141492805
- International Standard Name Identifier: 0000 0000 7977 990X
- Library of Congress Control Number: no2005043946
- Nationale Bibliotheek van Letland: 000310161
- Bibliotheek van het Japanse parlement: 01042448
- Nationale Bibliotheek van Tsjechië: pna2011653250
- Nationale Bibliotheek van Israël: 987007441252805171
- Nederlandse Thesaurus van Auteursnamen: 327483245
- SNAC: w6916fff
- Système universitaire de documentation: 110817850
- Virtual International Authority File: 76047407
- WorldCat: E39PBJhCBMHyCryq3WqFwtt3Qq